# Nederlands Israëlietisch Seminarium

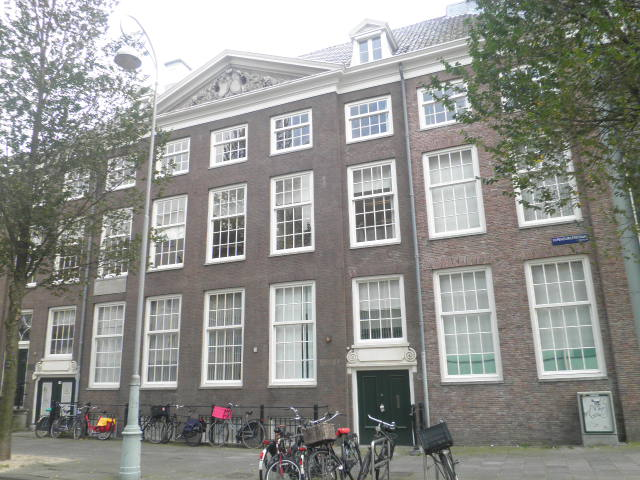
Das ehemalige Schulgebäude aus dem 19. Jahrhundert in der Rapenburgerstraat 175, Amsterdam

Das Nederlands Israëlietisch Seminarium (Niederländisches Israelitisches Seminar), Abk. NIS, ist eine bedeutende jüdische Bildungseinrichtung in den Niederlanden. 

## Geschichte
Das Seminar wurde 1714 als Beth ha-Midrash Ets Haim gegründet. Hundert Jahre später, im Jahr 1814, wurde der Name durch einen königlichen Erlass in Nederlands Israëlitisch Seminarium geändert. An dem Seminar können den Eigenangaben zufolge mehrjährige Studiengänge, aber auch Kurzzeitkurse absolviert werden. Vermittelt werden unter anderem auch praktische Schulthemen, die Kenntnis jüdischer Quellentexte oder das Erlernen von modernem und klassischem Hebräisch.
Joseph Hirsch Dünner (1865–1911) war langjähriger Rektor des NIS, ebenfalls Raphael Evers (geb. 1954) an der Nederlands-Israëlitisch Kerkgenootschap (bis 2016).